# Rodezno
Pour l'homme politique, voir Tomás Domínguez Arévalo.
Rodezno est une commune de la communauté autonome de La Rioja, en Espagne.

## Histoire
En 1785, Rodezno fait partie de la Junta de Valpierre qui réunit quinze villages, à l'époque dans la province de Burgos.